# زنان تروا ناوگان خود را به آتش کشیدند (کلود لورن)
زنان تروا ناوگان خود را به آتش کشیدند (انگلیسی: The Trojan Women Set Fire to their Fleet) نقاشی اواسط قرن هفدهم توسط هنرمند فرانسوی کلود لورین است. این نقاشی که با رنگ روغن روی بوم انجام شده‌است در حال حاضر در مجموعه موزه متروپولیتن هنر قرار دارد.
این صحنه برداشت لورن از یک رویداد مشهور در کتاب ۵ انه‌اید است که در آن زنان تبعیدی  تروآ (شهر)، با تحریک الهه یونانی یونو، ناوگان تروا را می‌سوزانند. برای وادار کردن مردان خود به توقف و اقامت در سیسیل. با این حال، آئنیاس به خدای ژوپیتر دعا می‌کند تا با احضار یک طوفان باران، کشتی‌ها را از شعله‌های آتش نجات دهد. لورن از طریق گنجاندن ابرهای تیره در سمت راست بالای تابلو به این موضوع اشاره می‌کند.